# 桑贾伊·库马尔·维尔马
桑贾伊·库马尔·维尔马（1965年7月28日—），印度外交官，现任印度驻加拿大高级专员，歷任印度駐米蘭總領事，印度駐蘇丹、日本、馬紹爾羣島大使。

## 早年经历
桑贾伊·库马尔·维尔马生于1965年7月28日。
维尔马畢業於巴特那大學，後又在德里印度理工學院攻讀物理學研究生學位。

## 職業生涯
维尔马於1988年進入印度外交部門，曾於印度駐香港高專公署、印度駐華大使館、印度駐越南大使館和印度駐土耳其大使館任職。後歷任印度駐義大利米蘭總領事（2010年至2013年）、印度駐蘇丹大使（2013年2月至2015年8月）。此後他先後於印度外交部擔任聯祕和輔祕。
2019年1月5日至2022年10月31日，擔任印度駐日本大使，兼任印度駐馬紹爾羣島大使。

### 駐加拿大高專
2022年9月6日，维尔马被印度政府任命爲印度駐加拿大高級專員。维尔马於11月23日向加拿大總督瑪麗·梅·西蒙遞交國書。
维尔马就任高级专员后，向媒体表达了印度对于加拿大锡克教社区向印度旁遮普邦的分离主义者提供支持和资金的担忧。
维尔马担任印度驻加高专期间，发生了引發印度與加拿大外交危機的哈迪普·辛格·尼贾尔遇刺案。哈迪普·辛格·尼賈爾是一位出身印度旁遮普邦的加拿大锡克教徒，他是主张建立锡克教独立国家的卡利斯坦运动的参与者。印度政府将尼賈爾列为恐怖分子，并称其为一分離主義激進組織的策划者。2023年6月18日，這位於2007年加入加拿大國籍的錫克教活動人士在加拿大不列顛哥倫比亞省素里市一處錫克教謁師所外被槍殺，加拿大政府指控印度政府可能參與策劃了此案。兩國關係自此發生急劇緊張，並互相驅逐了高級外交官。
尼賈爾遇刺案發生後，卡利斯坦運動活動人士針對印度駐加高專公署及维尔马出席的活動發起了抗議示威活動。抗議者還發佈了一張題爲「殺死印度」（Kill India）的海報，印有维尔马和印度駐多倫多總領事的照片，指責他們參與殺害尼賈爾。
在加拿大警方逮捕三名涉嫌殺害尼賈爾的印度公民後，维尔马發表講話，稱儘管存在一些「噪音」，兩國關係總體上仍是積極的，兩國正在努力解決該問題。维尔马警告，加拿大的錫克教分離主義團體正在跨越印度國家安全問題的「大紅線」。2024年6月23日，维尔马在渥太華出席了印度航空182號班機空難追悼活動，他表示：「任何政府都不應該爲了政治利益而忽視來自其領土的恐怖主義威脅。」
2024年10月14日，印度外交部聲明決定從加拿大撤回高級專員和其他遭到針對的官員。

## 个人生活
维尔马能读、写、说印地语、英语和汉语普通话，还具备孟加拉语对话能力。
维尔马已婚，育有一子一女。